# Paspalum pisinnum
Paspalum pisinnum är en gräsart som beskrevs av Jason Richard Swallen. Paspalum pisinnum ingår i släktet tvillinghirser, och familjen gräs. Inga underarter finns listade i Catalogue of Life.